# Apantesis radians
Apantesis radians är en fjärilsart som beskrevs av Walker 1855. Apantesis radians ingår i släktet Apantesis och familjen björnspinnare. Inga underarter finns listade i Catalogue of Life.